# Hans von Lieres
Hans von Lieres (ur. 19 sierpnia 1985) – namibijski lekkoatleta, skoczek wzwyż.

## Osiągnięcia
| Rok  | Impreza            | Miejsce     | Lokata     | Wynik |
| ---- | ------------------ | ----------- | ---------- | ----- |
| 2007 | Uniwersjada        | Bangkok     | eliminacje | 2,10  |
| 2008 | Mistrzostwa Afryki | Addis Abeba | 6. miejsce | 2,05  |

## Rekordy życiowe
- Skok wzwyż – 2,15 (2008)
- Skok wzwyż (hala) – 2,01 (2012) rekord Namibii